# Anna Björling
Anna Helga Gabriella Björling, född Hultgren 30 november 1857, (döpt 2 december 1857) i Mölltorps socken, Skaraborgs län, död 28 november 1939 i Enskede församling, Stockholm, var en svensk organist.
Anna Björlings föräldrar var arrendatorn G.S. Hultgren och hans hustru Elisabet Kullberg.
Anna Björling var organist i Karlsborgs garnisononskyrka från omkring 1875 till 1902, och var därefter anlitad vid flera av Stockholms kyrkor 1902–1939. Hon var på 1870-talet en av Sveriges första kvinnliga organister.